# نيكولاس سميت
نيكولاس سميت هو سياسي جنوب أفريقي، ولد في 30 مايو 1837 في جراف رينيت في جنوب أفريقيا، وتوفي في 4 أبريل 1896 في بريتوريا في جنوب أفريقيا.